# Karantän (roman)
Karantän är Göran Tunströms första roman, utgiven 1961. Enligt poeten, författaren och artisten Leonard Cohen skrev Tunström boken vid ett skrivbord på en grekisk ö, samtidigt som Cohen satt på andra sidan och skrev sin debutroman Älsklingsleken.